# AHL 1986/87
Die Saison 1986/87 war die 51. reguläre Saison der American Hockey League (AHL). Während der regulären Saison bestritten die 13 Teams der Liga jeweils 80 Begegnungen. Die jeweils vier besten Mannschaften der North Division und der South Division spielten anschließend in einer Play-off-Runde um den Calder Cup.

## Teamänderungen
Folgende Änderungen wurden vor Beginn der Saison vorgenommen:
- Die St. Catharines Saints wurden nach Newmarket, Ontario, umgesiedelt und spielten fortan unter dem Namen Newmarket Saints

## Reguläre Saison

### Abschlusstabellen
Abkürzungen: GP = Spiele, W = Siege, L = Niederlagen, OTL = Niederlage nach Overtime, SOL = Niederlage nach Shootout, GF = Erzielte Tore, GA = Gegentore, Pts = Punkte

Erläuterungen: In Klammern befindet sich die Platzierung innerhalb der Conference;       = Playoff-Qualifikation,       = Division-Sieger,       = Conference-Sieger

#### Reguläre Saison
| North Division        | GP | W  | L  | OTL | GF  | GA  | Pts |
| --------------------- | -- | -- | -- | --- | --- | --- | --- |
| Sherbrooke Canadiens  | 80 | 50 | 28 | 2   | 328 | 257 | 102 |
| Adirondack Red Wings  | 80 | 44 | 31 | 5   | 329 | 296 | 93  |
| Moncton Golden Flames | 80 | 43 | 31 | 6   | 338 | 315 | 92  |
| Nova Scotia Oilers    | 80 | 38 | 39 | 3   | 318 | 315 | 79  |
| Maine Mariners        | 80 | 35 | 40 | 5   | 272 | 298 | 75  |
| Fredericton Express   | 80 | 32 | 43 | 5   | 292 | 357 | 69  |

| South Division       | GP | W  | L  | OTL | GF  | GA  | Pts |
| -------------------- | -- | -- | -- | --- | --- | --- | --- |
| Rochester Americans  | 80 | 47 | 26 | 7   | 315 | 263 | 101 |
| Binghamton Whalers   | 80 | 47 | 26 | 7   | 309 | 259 | 101 |
| New Haven Nighthawks | 80 | 44 | 25 | 11  | 331 | 315 | 99  |
| Hershey Bears        | 80 | 43 | 36 | 1   | 329 | 309 | 87  |
| Baltimore Skipjacks  | 80 | 35 | 37 | 8   | 277 | 295 | 78  |
| Springfield Indians  | 80 | 34 | 40 | 6   | 296 | 344 | 74  |
| Newmarket Saints     | 80 | 28 | 48 | 4   | 226 | 337 | 60  |

### Beste Scorer
Abkürzungen: GP = Spiele, G = Tore, A = Assists, Pts = Punkte, +/- = Plus/Minus, PIM = Strafminuten; Fett: Saisonbestwert
| Spieler          | Team                  | GP | G  | A  | Pts | PIM |
| ---------------- | --------------------- | -- | -- | -- | --- | --- |
| Tim Tookey       | Hershey Bears         | 80 | 51 | 73 | 124 | 45  |
| Alain Lemieux    | Baltimore Skipjacks   | 72 | 41 | 56 | 97  | 62  |
| Brett Hull       | Moncton Golden Flames | 67 | 50 | 42 | 92  | 16  |
| Mitch Lamoureux  | Hershey Bears         | 78 | 43 | 46 | 89  | 122 |
| Ross Fitzpatrick | Hershey Bears         | 66 | 45 | 40 | 85  | 34  |
| Glenn Merkosky   | Adirondack Red Wings  | 77 | 54 | 31 | 85  | 66  |
| Ray Allison      | Hershey Bears         | 78 | 29 | 55 | 84  | 57  |
| Bruce Boudreau   | Nova Scotia Oilers    | 78 | 35 | 47 | 82  | 40  |
| Serge Boisvert   | Sherbrooke Canadiens  | 78 | 27 | 54 | 81  | 29  |
| Wes Jarvis       | Newmarket Saints      | 70 | 28 | 50 | 78  | 32  |

## Calder-Cup-Playoffs

### Modus
Für die Play-offs qualifizierten sich die jeweils vier besten Mannschaften jeder Division. In den ersten zwei Play-off-Runden wurden die Sieger der jeweiligen Divisions ausgespielt. In Runde drei trafen die beiden Division-Sieger im Finale aufeinander. Alle Play-off-Runden sowie das Finale wurde im Modus Best-of-Seven ausgespielt.

### Play-off-Übersicht
| Division Halbfinale | Division Halbfinale   | Division Halbfinale  |    |                      | Division Finals | Division Finals | Division Finals |  |  | Calder Cup Finale | Calder Cup Finale | Calder Cup Finale |
|                     |                       |                      |    |                      |                 |                 |                 |  |  |                   |                   |                   |
| N1                  | Sherbrooke Canadiens  | 4                    |    |                      |                 |                 |                 |  |  |                   |                   |                   |
| N4                  | Nova Scotia Oilers    | 1                    |    |                      |                 |                 |                 |  |  |                   |                   |                   |
| N4                  | Nova Scotia Oilers    | 1                    | N1 | Sherbrooke Canadiens | 4               |                 |                 |  |  |                   |                   |                   |
| North Division      |                       |                      | N1 | Sherbrooke Canadiens | 4               |                 |                 |  |  |                   |                   |                   |
|                     | N2                    | Adirondack Red Wings | 1  |                      |                 |                 |                 |  |  |                   |                   |                   |
| N2                  | N2                    | Adirondack Red Wings | 1  | Adirondack Red Wings | 4               |                 |                 |  |  |                   |                   |                   |
| N2                  |                       |                      |    | Adirondack Red Wings | 4               |                 |                 |  |  |                   |                   |                   |
| N3                  | Moncton Golden Flames | 2                    |    |                      |                 |                 |                 |  |  |                   |                   |                   |
| N3                  | Moncton Golden Flames | 2                    | N1 | Sherbrooke Canadiens | 3               |                 |                 |  |  |                   |                   |                   |
|                     |                       |                      |    | Sherbrooke Canadiens | 3               |                 |                 |  |  |                   |                   |                   |
|                     | S1                    | Rochester Americans  | 4  |                      |                 |                 |                 |  |  |                   |                   |                   |
| S1                  | S1                    | Rochester Americans  | 4  | Rochester Americans  | 4               |                 |                 |  |  |                   |                   |                   |
| S1                  |                       |                      |    | Rochester Americans  | 4               |                 |                 |  |  |                   |                   |                   |
| S4                  | Hershey Bears         | 1                    |    |                      |                 |                 |                 |  |  |                   |                   |                   |
| S4                  | Hershey Bears         | 1                    | S1 | Rochester Americans  | 4               |                 |                 |  |  |                   |                   |                   |
| South Division      |                       |                      | S1 | Rochester Americans  | 4               |                 |                 |  |  |                   |                   |                   |
|                     | S2                    | Binghamton Whalers   | 2  |                      |                 |                 |                 |  |  |                   |                   |                   |
| S2                  | S2                    | Binghamton Whalers   | 2  | Binghamton Whalers   | 4               |                 |                 |  |  |                   |                   |                   |
| S2                  |                       |                      |    | Binghamton Whalers   | 4               |                 |                 |  |  |                   |                   |                   |
| S3                  | New Haven Nighthawks  | 3                    |    |                      |                 |                 |                 |  |  |                   |                   |                   |

### Calder-Cup-Sieger
| Calder-Cup-Sieger Rochester Americans | Torhüter: Daren Puppa, Darcy Wakaluk Verteidiger: Jack Brownschidle, Richie Dunn, David Fenyves, Bob Halkidis, Jim Hofford, Uwe Krupp, Jayson Meyer Angreifer: Mikael Andersson, Paul Brydges, Al Conroy, Jay Fraser, Jody Gage, Richard Hajdu, Warren Harper, Benoît Hogue, Jim Jackson, Don Lever, Bob Logan, Gaetano Orlando, Jeff Parker, Ken Priestlay, Andy Ristau, Ray Sheppard, Doug Trapp, Claude Verret Cheftrainer: John Van Boxmeer General Manager: George Bergantz |

## Vergebene Trophäen

### Mannschaftstrophäen
| Auszeichnung                                                             | Team                 |
| ------------------------------------------------------------------------ | -------------------- |
| Calder Cup Gewinner der AHL-Playoffs                                     | Rochester Americans  |
| F. G. „Teddy“ Oke Trophy Bestes Team der North Division, Reguläre Saison | Sherbrooke Canadiens |
| John D. Chick Trophy Bestes Team der South Division, Reguläre Saison     | Rochester Americans  |

### Individuelle Trophäen
| Auszeichnung                                                                                    | Spieler          | Team                  |
| ----------------------------------------------------------------------------------------------- | ---------------- | --------------------- |
| Les Cunningham Award MVP der regulären Saison                                                   | Tim Tookey       | Hershey Bears         |
| John B. Sollenberger Trophy Bester Scorer                                                       | Tim Tookey       | Hershey Bears         |
| Dudley „Red“ Garrett Memorial Award Bester Rookie                                               | Brett Hull       | Moncton Golden Flames |
| Eddie Shore Award Bester Verteidiger                                                            | Brad Shaw        | Binghamton Whalers    |
| Aldege „Baz“ Bastien Memorial Award Bester Torhüter                                             | Mark LaForest    | Adirondack Red Wings  |
| Harry „Hap“ Holmes Memorial Award Torhüter mit dem geringsten Gegentorschnitt                   | Vincent Riendeau | Sherbrooke Canadiens  |
| Louis A. R. Pieri Memorial Award Bester Trainer                                                 | Larry Pleau      | Binghamton Whalers    |
| Fred T. Hunt Memorial Award Für den Spieler, der durch Fairness, Einsatz und Hingabe herausragt | Glenn Merkosky   | Adirondack Red Wings  |
| Jack A. Butterfield Trophy MVP der Calder-Cup-Playoffs                                          | David Fenyves    | Rochester Americans   |